# Осада Шерпурского кантонмента
Осада Шерпурского кантонмента (англ. Siege of the Sherpur Cantonment), оно же Сражение при Кабуле — одно из сражений второй фазы Второй англо-афганской войны. Восставшие афганцы 15 декабря 1879 года взяли в осаду Шерпурский кантонмент около Кабула, в котором размещался британский отряд, но на помощь осаждённым подошла колонна генерала Чарльза Гофа, и это заставило афганскую армию снять осаду.
Бои в окрестностях кантонмента начались 10 декабря, когда генерал Робертс отправил две пехотные бригады для подавления восстания около Аграндеха. Когда они покинули кантонмент, афганская армия внезапно начала наступление. Небольшой уланский эскадрон атаковал наступающих, но был отброшен. Афганцы начали занимать высоты вокруг Кабула и кантонмента. 12 декабря начались бои за высоты. Британцам удалось отбить почти все атаки, но 14 декабря афганцы захватили хребет Асмаи. Понимая, что не сможет удержать высоты, Робертс вечером 14 декабря дал войскам приказ отступить в Шерпурский кантонмент. Началась осада укрепления. Она длилась 9 дней, и только 23 декабря афганцы решились на общий штурм, но он был отбит с тяжёлыми потерями для афганской армии. Так как к Кабулу уже приближалась колонна Чарльза Гофа, то афганская армия сняла осаду и ушла из Кабула.

## Предыстория
Когда началась вторая фаза англо-афганской войны, дивизия генерала Робертса была отправлена в наступление на Кабул. 1 октября 1879 года последние подразделения дивизии перешли Шутагарданский перевал, а 4 октября две бригады дивизии начали наступление на Кабул. 6 октября бригада Бейкера обнаружила афганскую армию на высотах у селения Чарасиаб и разбила её в сражении при Чарасиабе. 12 октября британская армия вошла в Кабул, но основной лагерь остался на высоте Сиах-Санг (Siah Sung). Это было здоровое и сухое место, удобное с военной точки зрения, но требовало значительных сил для охраны. Помимо этого лагеря приходилось охранять кабульскую крепость Бала-Хиссар, лагерь эмира и тех, кто разбирал руины сожжённого афганцами британского резидентства. Требовалось так же выделять людей для доставки фуража, продовольствия и дров. Такая нагрузка сильно утомляла людей, поэтому было принято решение перевести основной лагерь в Шерпурский кантонмент. 31 октября в 09:00 лагерь на высотах Сиах-Санг был свёрнут и армия переместилась в кантонмент. Это сразу сократило потребность в пикетах. Шерпурское укрепление имело три стены, а с четвёртой стороны проходили Бемарские высоты. Требовалось всего несколько человек для охраны пяти ворот, несколько человек внутри крепости, и пикеты только в одном месте, на Бемарских высотах. Шерпурское укрепление было построено ещё эмиром Шир-Али, оно имело прочные стены высотой около двух метров, которые были сложены из хорошего камня на прочном цементе. Внутри было несколько строений, и ещё несколько было построено британцами, которые надеялись провести в укреплении всю зиму.
Осенью 1879 года кантонмент был не вполне пригоден для обороны, поэтому ещё в ноябре было решено заняться его совершенствованием, но помешали более важные дела: надо было построить зимние дома для служащих.
Между тем в среде афганцев постепенно росло недовольство присутствием британской армии. 9 декабря вице-король Индии, лорд Литтон писал, что восстание произойдёт, как только афганцы осознают все последствия отставки эмира Якуб-хана, но он полагал, что это случиться не ранее весны 1880 года.
7 декабря Робертс собрал военный совет и предложил подавить беспорядки в Майданской долине, для чего выдвинуть туда 8 августа бригады Бейкера и Макферсона. При этом Макферсон настоял на том, чтобы Корпус разведчиков был переведён из Джагдаллакского перевала ближе к Кабулу. Впоследствии этот отряд отправили прямо в Шерпур. Утром 8 декабря прошёл официальный парад и церемония вручения наград тем военным, что отличились в сражении за Пейвар-Котал. На параде присутствовал весь гарнизон укрепления, 4710 человек:
- 9-й уланский полк, 281 чел.
- 5-й пенджабский кавалерийский полк[англ.], 361 чел.
- 14-й бенгальский уланский полк[англ.] 230 чел.
- 67-й пехотный полк[англ.], 454 чел.
- 72-й пехотный полк[англ.], 571 чел.
- 92-й пехотный полк[англ.], 576 чел.
- 23-й сапёрный пехотный полк[англ.], 305 чел.
- 3-й сикхский пехотный полк[англ.], 543 чел.
- 5-й пенджабский пехотный полк[англ.], 518 чел.
- 5-й гуркхский пехотный полк[англ.], 402 чел.
- 7-я рота сапёров и минёров, 76 чел.
- 4 артбатареи (111, 113, 87 и 82 чел.)

По окончании парада бригадный генерал Макферсон выступил из кантонмента с двумя батареями и тремя полками (67-й пехотный, 3-й сикхский и 5-й гуркхский) на восток. Одновременно бригада Бейкера была отправлена в том же направлении, но обходным путём, чтобы выйти в тыл противнику. Макферсон встал лагерем в селе Афшар в 3,4 милях (3,5 км) от кантонмента, а на следующее утро, как только он начал марш, Робертс приказал ему остановиться, чтобы дать время Бейкеру выйти на исходную позицию. Это значило, что Макферсон должен был два дня стоять на месте, а между тем афганцы приближались к его расположению, и их становилось всё больше, и был риск, что они прорвутся к неохраняемому кантонменту. Отойти же назад означало поставить под удар бригаду Бейкера. Макферсон предложил отвести назад бригаду Бейкера и наступать сразу обеими бригадами в одном направлении.
Пока это предложение рассматривалось, Робертс предложил ему атаковать афганский отряд у села Мир-Карез в 10 милях (16 км) от Афшара. Так как местность была неудобна для кавалерии, то Макферсону пришлось наступать силами одной только пехоты. Макферсон начал марш утром 10 ноября и днём атаковал афганцев у Мир-Карез, обратив их в бегство почти без потерь. После этого Макферсону было приказано преследовать противника в южном направлении. Артиллерия и кавалерия должны были выйти из Афшара и двигаться на запад на соединение с ним. В итоге в ночь на 11 ноября Макферсон (1303 штыка) стоял в селе Мир-Карез, кавалерия (4 орудия и 180 сабель) в Афшаре, а Бейкер (925 штыков) в 29-ти милях от Шерпура.

### Сражение при Килла-Кази

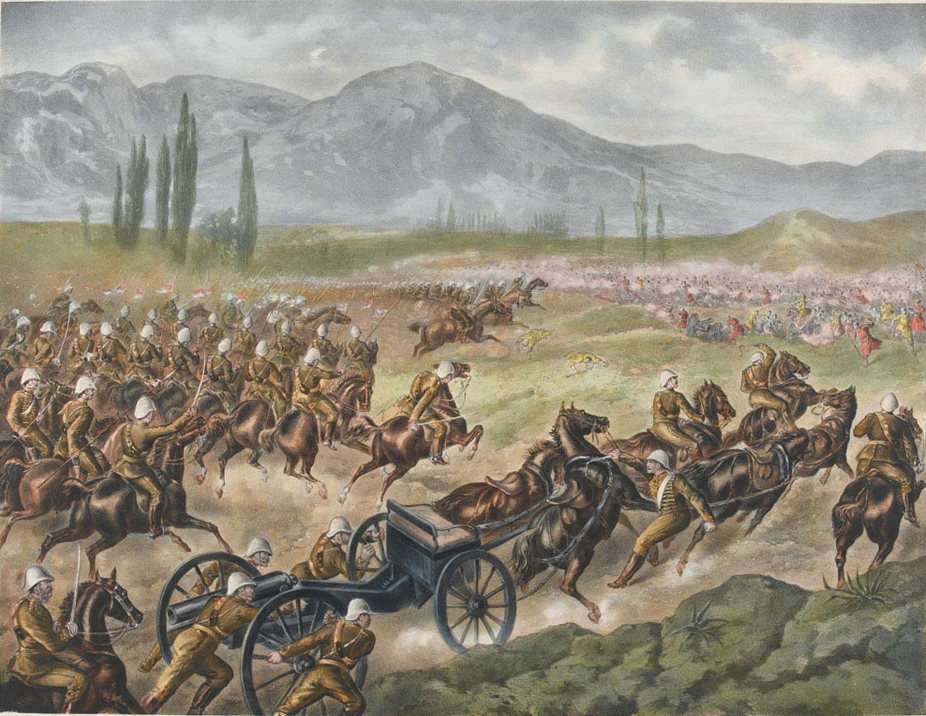
Атака 9-го уланского при Килла-Кази

Утром 11 декабря эскадрон 9-го уланского (под командованием Стюарта Макензи) вместе с полковником Клеландом вышел из Шерпура и отправился в Афшар. В Афшаре бригадный генерал Уильям Мэсси принял командование и выдвинулся с эскадроном на юго-запад. Отряд прошёл примерно три мили, когда разведка донесла о крупном скоплении афганцев на дороге Кабул-Газни. Афганцы сразу же стали появляться со всех сторон и Мэсси с удивлением обнаружил, что встретился со всей афганской армией. Её командир Мохамед-хан давно наблюдал за перемещениями британской армии и решил, что она сильно разбросана по местности, и он имеет возможность атаковать Шерпур. Мэсси сразу понял, что спасение всей армии Робертса зависит от его орудий и кавалерии. У него не было никаких шансов справиться с огромной армией, но если Макферсон услышит шум боя, он сможет понять всю опасность ситуации и отправиться на спасение кантонмента. Он сразу ввёл в бой артиллерию, которая открыла огонь с дистанции 2900 метров, и так метко, что афганцы на какое-то время приостановились. Но вскоре они развернулись фронтом в две мили и начали наступление. Мэсси несколько раз менял позицию, но афганцы обходили его фланги, и он начал отступать. Уланы несколько раз атаковали фланги противника, но не смогли остановить его. Мэсси приказал спешиться 30-ти уланам и огнём карабинов прикрыть орудия, но и это не помогло.
В это время на поле боя появился генерал Робертс, который в 10:00 покинул кантонмент и отправился лично наблюдать, как две его бригады разобьют армию Мохамед-хана. К своему удивлению он увидел, что афганская армия, которую он считал находящейся в Аграндабе, наступает прямо на него, а артиллерия и кавалерия отходят, не имея сил отразить прорыв к Шерпуру, где собраны все запасы продовольствия, фуража и дров. Робертс приказал Мэсси атаковать афганцев кавалерией, чтобы хоть немного задержать их. Традиционно считается, что эта атака была нужна чтобы спасти орудия, но по словам полковника Генри Ханна, это было сделано ради Шерпура, захват которого означал гибель всей армии.
Эскадрон 9-го уланского под командованием полковника Клеланда при поддержке 14-го бенгальского (44 сабли) бросился в атаку, попал под мощный мушкетный залп и пропал в дыму и пыли, а затем стало видно, как его остатки отступают. Эскадрон понёс тяжёлые потери, а полковник Клеланд был серьёзно ранен. Атака получилась, по словам самого Робертса, хаотичной, и не дала никакого результата. Кроме того, Робертс приостановил отвод орудий, чтобы прикрыть отход кавалерии, а затем они застряли в пересечённой местности у села Багвана. Робертс приказал кавалерии атаковать ещё раз, чтобы спасти орудия, но и эта атака не дала результата. Все четыре орудия пришлось заклепать и бросить. Уцелевшие отходили от Багвана в разных направлениях. Основная афганская армия двигалась к проходе Наначи, ведущему к кантонменту, но внезапно остановилась и повернула направо: Мохамед-хан передумал атаковать кантонмент и вместо этого направился к Кабулу.
Это решение Мохамед-хана объяснялось тем, что в это время бригада Макферсона вышла к его флангу. Макферсон покинул лагерь в 07:50, перешёл хребет, и вскоре услышал стрельбу британской артиллерии. Он сразу понял, что это значит, и изменил марш, уклоняясь влево. Он отправил обозы обратно в Шерпур, а пехоту и артиллерию двинул навстречу противнику. В 12:30 его бригада была развёрнута в боевую линию, хотя в это время ему пришлось иметь дело только с арьергардом афганской армии. Но этот арьергард, почти не оказывая сопротивления, сразу начал отступать к мавзолею Бабура. В 15:30 бой закончился и Макферсон встал лагерем у Килла-Кази, чтобы с утра оказать помощь Бейкеру.
Позже в тот день небольшой отряд британских офицеров подошёл к селу Багвана, вытащил орудия и доставил их в кантонмент, где их расклепали и привели обратно в боевую готовность.

### Обстановка в кантонменте

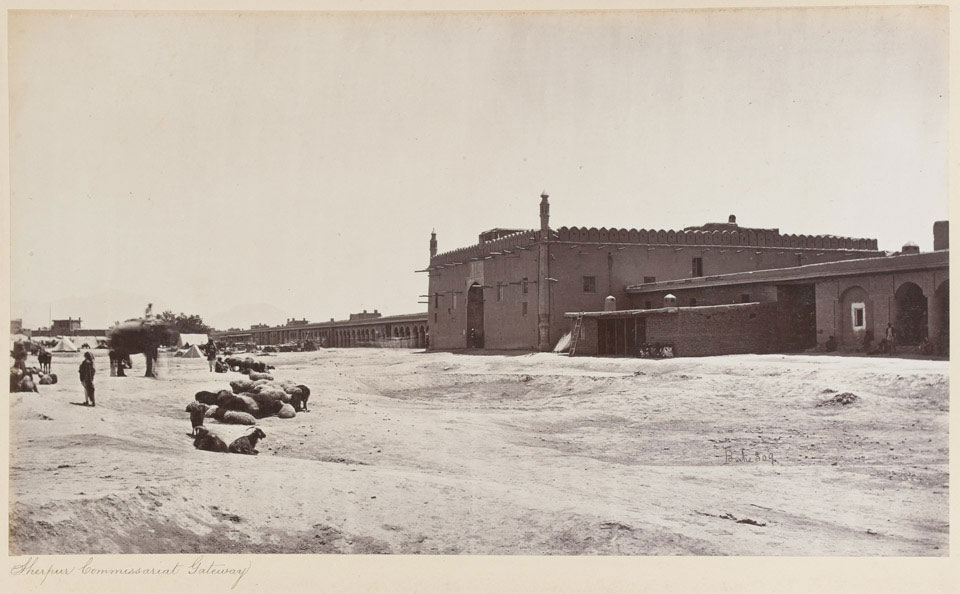
Ворота кантонмента, 1879

11 декабря гарнизоном кантонмента командовал Хью Гоф, в распоряжении которого был только 72-й пехотный полк, отряд 23-го сапёрного, три эскадрона кавалерии и несколько орудий. Вскоре после того, как генерал Робертс покинул кантонмент, Гоф стал получать сообщения от сигнальной станции, из которых постепенно осознал всю тревожность ситуации. Когда же он получил сообщение «Наша кавалерия отступает. Враг наступает», то понял, что афганцы прорываются к кантонменту. Гоф разместил орудия так, чтоб простреливать подходы со стороны ущелья Наначи и установил колючую проволоку в самых опасных местах. Он запросил помощи у корпуса разведчиков, а затем сам занял наблюдательный пост у западных ворот. Вскоре он получил приказ Робертса занять ущелье Наначи, но сразу после этого узнал от сигнальщиков, что афганская армия наступает в другом направлении, и не стал выполнять приказ.
Когда начали прибывать отступающие из отряда Мэсси, их внешний вид и рассказы о наступлении афганцев едва не привели к панике в кантонменте, и только решительные меры Гофа предотвратили это. Он отклонил все предложения эвакуировать кантонмент и предпринял меры по содействию Робертсу. Получив приказ занять вершину, господствующую над ущельем Наначи, он отправил 200 человек 72-го пехотного под командованием полковника Браунлоу. Тот успел занять высоту, когда афганцы уже подошли к ней, и после небольшой перестрелки Мохамед-хан, не знающий численности отряда и обеспокоенный появлением Макферсона у него в тылу, приказал прекратить атаки. Эта перестрелка заставила Мохамед-хана изменить планы и отказаться от немедленного штурма Кабула, и это спасло кантонмент, который защищался лишь частью своего гарнизона, а бригады Макферсона и Бейкера были ещё далеко.
Утром, между 06:00 и 07:00, афганцы атаковали сигнальную станцию на высоте Шер-Дарваза, окружённую небольшой стеной. Они бросались в атаки несколько раз, но всякий раз были отбиты ротой 72-го полка под командованием капитана Джарвиса. Последняя атака была отбита в 11:00, после чего афганцы отступили. В этих боях рота Джарвиса потеряла всего 10 человек ранеными. Всего же в боях 11 декабря было убито 4 офицера, 25 рядовых и 51 лошадь. Ранено 5 офицеров, 37 рядовых и 16 лошадей.

### Марш бригады Бейкера
Весь день 12 декабря Робертс пытался наладить связь с колонной Бейкера, но не смог. Между тем пехота Бейкера в 09:00 перешла реку Кабул и стала приближаться к Майданской долине. Афганцы показывались справа и слева от его колонны и изредка вступали в перестрелки. Когда Бейкер подошёл к перевалу Аграндех, то обнаружил, что перевал занят крупными силами противника. Опасаясь, что ночью афганцы атакуют его лагерь, Бейкер приказал атаковать перевал, и подразделение 92-го пехотного под командованием майора Уайта решительной атакой захватило афганскую позицию. Это обеспечило колонне спокойную ночь, но Бейкера тревожила судьба колонны Макферсона. Он отправлял гонцов на её поиски, но безрезультатно. Только утром 12 декабря ему удалось наладить связь гелиографом и узнать о критическом положении кантонмента. Он понял, что должен срочно возвращаться, но его обоз двигался слишком медленно, и Бейкеру пришлось смириться с этим. К 18:00 Бейкер подошёл к Шерпуру, а в 20:30 в укрепление вошли арьергарды и обоз. За всё время марша Бейкер потерял 3 человек убитыми и 12 ранеными.

### 13 декабря
Ещё утром 12 декабря Робертс направил отряд подполковника Ноэля Мони (250 человек из 67-го и 72-го, 150 человек из 3-го сикхского и 195 человек 5-го гуркхского) чтобы выбить противника с вершины Тахт-и-Шах, но несмотря на продолжительный артобстрел Мони не смог взять высоту. Он потерял 4 человек убитыми и 8 ранеными. В числе раненых был майор Джон Кук, ранее награждённый Крестом Виктории за Пейвар-Котал. Он умер на следующий день. Робертс велел Мони дожидаться подкреплений. 13 декабря в 09:00 была сформирована группировка, которую возглавил генерал Бейкер. Она имела следующий состав:
- 6 орудий королевской конной артиллерии, майор Крастер
- 4 горных орудия, капитан Суини
- Эскадрон 9-го уланского, капитан Б. Гоф
- 2,5 эскадрона 5-го пенджабского кавполка, майор Уильямс
- 92-й пехотный полк, подполковник Паркер
- Часть 3-го сикхского, майор Гриффитс
- Корпус разведчиков, полковник Дженкинс

Эта колонна, численностью 450 сабель и 1500 штыков, обошла крепость Бала-Хиссар и начала с боем подниматься по склонам высоты Тахт-и-Шах. К полудню команда Бейкера при содействии отряда Мони взяла высоту. Задание было выполнено, но наступающие оказались в опасном положении: афганцы вышли в их тыл и заняли две деревни, намереваясь отрезать Бейкера от кантонмента. Подполковник Паркер захватил одну из них, а чуть позже была взята и вторая. Бейкер оставил на высоте 92-й пехотный, а остальные полки вернул на равнину, откуда они могли бы при необходимости помочь кантонменту.
Между тем кавалерия отражала атаки афганцев на кантонмент с севера и востока. В атаки ходили 5-й пенджабский и 9-й уланский, которыми иногда лично командовал командир бригады, генерал Мэсси. К вечеру бои затихли. В этот день британская армия потеряла 2 офицеров и 12 рядовых убитыми (в том числе капитана 9-го уланского, Батсона) и 2 офицеров и 42 рядовых ранеными. 20 лошадей было убито и 32 ранено.

### 14 декабря
Британскому командованию казалось, что они полностью рассеяли противника в боях 13 декабря, но в ночь на 14-е силы афганцев заметно возросли. Более того, Мохамед-хан занял высоты Асмай к западу от Шерпура и разместил на них примерно 10 000 человек. Его позиции находились на расстоянии пушечного выстрела от кантонмента, и будь у афганцев орудия, положение кантонмента было бы безнадёжным. С другой стороны, множество скал и валунов давали афганцам хорошее укрытие от огня британских орудий. Для того, чтобы выбить противника с этой сильной позиции, был сформирован отряд в 1200 штыков, который снова возглавил генерал Бейкер:
- 4 орудия королевской конной артиллерии, майор Крастер
- 4 горных орудия, капитан Суини
- Три эскадрона 14-го бенгальского, подполковник Росс
- 72-й пехотный полк[англ.], подполковник Браунлоу, 194 чел.
- 92-й пехотный полк[англ.], капитан Гордон, 100 чел.
- Корпус разведчиков, полковник Дженкинс, 422 чел.
- 5-й пенджабский пехотный полк, майор Пратт, 470 чел.
- Подразделение сапёров и минёров, лейтенант Нажент.

В 09:00 этот отряд вышел из кантонмента и под прикрытием артиллерийского огня начал наступление, с 72-м, 92-м и разведчиками в первой линии и 5-м пенджабским пехотным полком в резерве. Вскоре была взята первая линия обороны, а немного позже 72-й полк под личным командованием подполковника Браунлоу и при поддержке разведчиков с правого фланга, выбил противника с основного хребта высот Асмаи. Одним из первых на позиции противника ворвался капрал Джордж Селлар, который при этом был тяжело ранен. Впоследствии он был награждён Крестом Виктории.

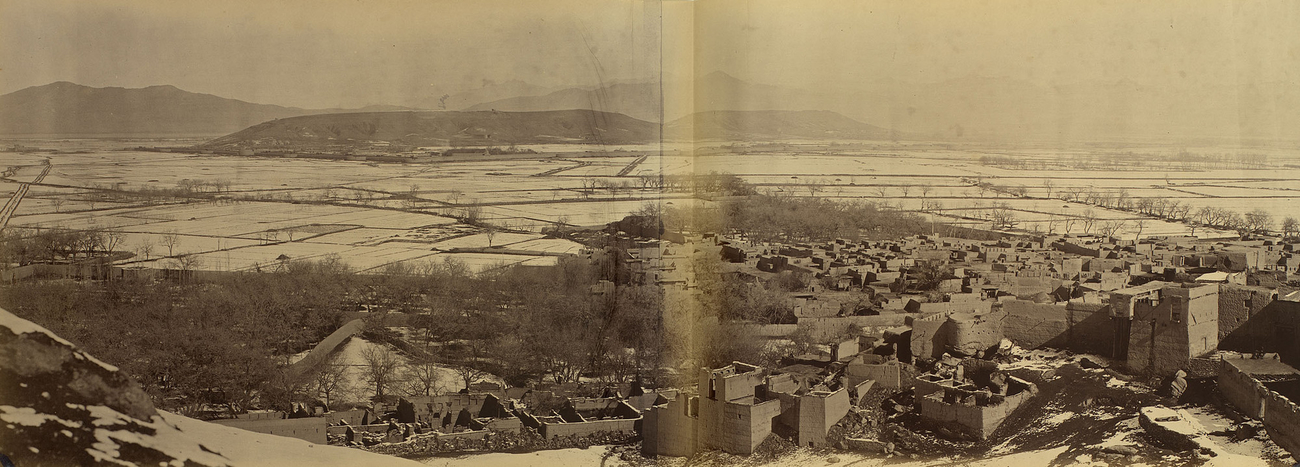
Вид на кантонмент и высоты Бемару с высот Асмаи. Фото 1880 года.

В это время кавалерия снова отражала атаки афганцев на кантонмент с востока и севера. Капитан 5-го пенджабского кавполка Уильям Вусден заметил подходящий момент для атаки и с отрядом в 10 человек атаковал толпу в 300 или 400 человек. Его потери составили 3 человека убитыми и 1 ранеными. Оба офицера этого отряда получили орден Заслуг, а капитан Вусден был награждён Крестом Виктории.
Примерно в полдень от сигнальных станций поступило сообщение, что большие массы противника входят в долину Чардех с юга и движутся на север, к правому флангу захваченной позиции. На этом фланге ещё в самом начале наступления был захвачен Конический холм (Conical Hill), который теперь удерживали 33 человека 72-го пехотного и небольшой отряд Разведчиков, все под общим командованием подполковника Кларка. Когда холм оказался под угрозой, командование перебросило туда горную батарею Суини и 100 человек 5-го пенджабского, так что в итоге подполковник Кларк имел в своём распоряжении примерно 200 штыков. Афганцы, численностью 15 000 или 20 000, стали наступать со всех сторон; их центр двигался прямо на холм, а левый фланг на прилегающие высоты, которые были не заняты британскими войсками из-за нехватки людей. Британский отряд не смог удержать позицию и стал отходить в беспорядке. Одно орудие пришлось бросить на позиции из-за гибели тягловых животных, а второе удалось отвести немного в тыл, но вскоре и его мулы были убиты, и орудие пришлось бросить. К счастью для британцев, при этих орудиях уже не оставалось боеприпасов. Потеря Конического холма создала угрозу окружения отряда Дженкинса на хребте, и Робертс приказал Дженкинсу покинуть позицию.
Когда обнаружилось, что противник собрал такие невероятные силы (около 40 000), британское командование поняло, что нельзя более разбрасывать войска вокруг Кабула, и всем было велено отступить в кантонмент. Бригады Макферсона, Бейкера, и отряд Дженкинса постепенно, отстреливаясь, стали отходить к Шерпуру. Афганцы пытались преследовать Дженкинса и нападать на колонну Макферсона, но прикрытие из двух рот 67-го пехотного полка отбило все атаки. К закату все войска отошли в кантонмент. Теперь вся дивизия Робертса была сконцентрирована, и можно было считать, что кантонмент находится в относительной безопасности.
Потери этого дня были серьёзны. Было убито 4 офицера и 30 рядовых, ранено 8 офицеров и 93 рядовых, потеряно 12 лошадей. В 72-м пехотном полку погибли капитан Спенс и лейтенант Гейсфорд. Всего же за 5 дней боёв в окрестностях кантонмента, с 10 по 14 декабря, 8 офицеров было убито и 12 ранено, 38 британцев из числа рядового состава было убито и 69 ранено, 37 индийцев было убито и 111 ранено, всего 83 убито и 192 ранено. Итоговые общие потери составили 275 человек.

## Осада кантонмента

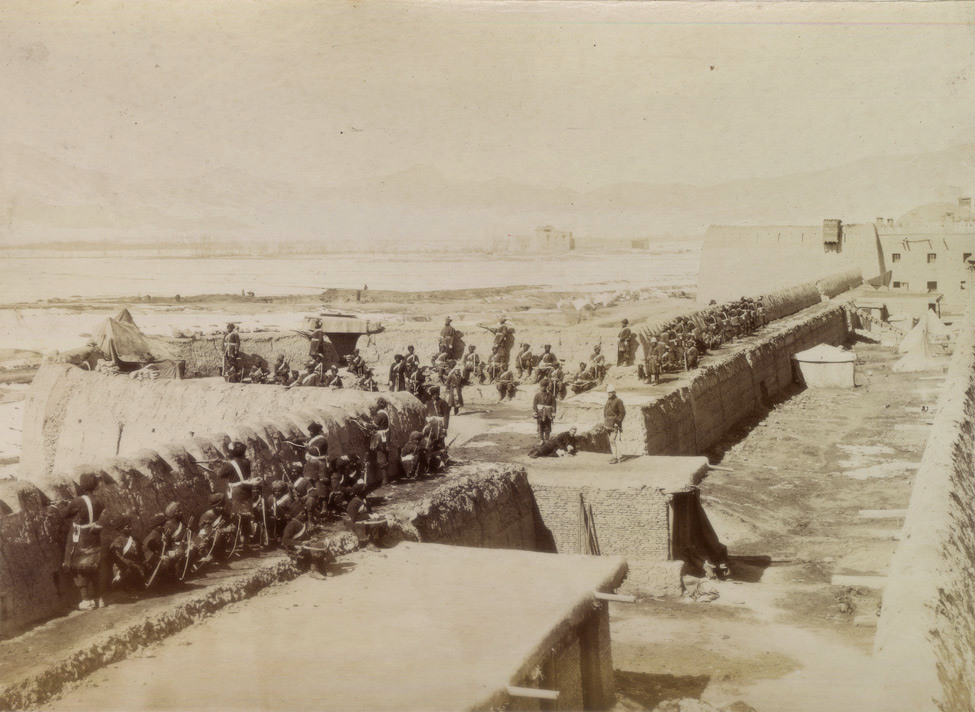
Сапёры и минёры на стене кантонмента, 1879 год.

Когда кавалерия генерала Хью Гофа отступила в кантонмент, он явился к Робертсу и обратил внимание, что на лице генерала не было ни малейших признаков волнения или беспокойства. Генри Ханна писал, что Робертс был твердо убеждён в превосходстве европейцев над азиатами и дисциплины над недисциплинированностью, но эта вера имела и негативные последствия: он был так уверен, что сможет разбить афганскую армию, что предпринял лишь незначительные меры по укреплению кантонмента. Если бы Мохамед-хан знал, как слаб кантонмент, он мог бы в любое время прорваться в нему, подойти под прикрытием многочисленных строений, и захватить его со всеми припасами и орудиями. Поэтому, как только последние подразделения отступили в укрепление, весь гарнизон (кроме тех, кто стоял на стенах) был разделён на рабочие отряды и начал работы по улучшению укреплений. На это у гарнизона ушло 48 часов.
Был углублён и дополнительно усилен засекой ров у шести башен на высотах Бемару. На случай прорыва противника было укреплено ущелье, разделяющее высоты Бемару. Пространство между западной оконечностью высот и Штабными воротами было укреплено траншеями. Больше всего усилий потребовалось для укрепления бреши северо-западного угла, где был построен небольшой форт. Были укреплены и строения селения Бемару. Инженеры работали успешно, но им не хватало рук, из-за чего они не успели сравнять с землёй небольшие укрепления и здания вокруг кантонмента, а противник быстро занял эти укрытия. Не было у Робертса и возможности сократить периметр обороны, который был слишком велик для его небольшого отряда. Весь периметр был поделён на 5 секций, которыми командовали: Макферсон, Дженкинс, Хью Гоф, генерал Хиллс и подполковник Броунлоу. Бейкер возглавил резерв, а кавалерия под командованием Мэсси встала в центре для охраны складов. Во избежания стрельбы по своим Робертс приказал, в случае прорыва противника, использовать только штыки.

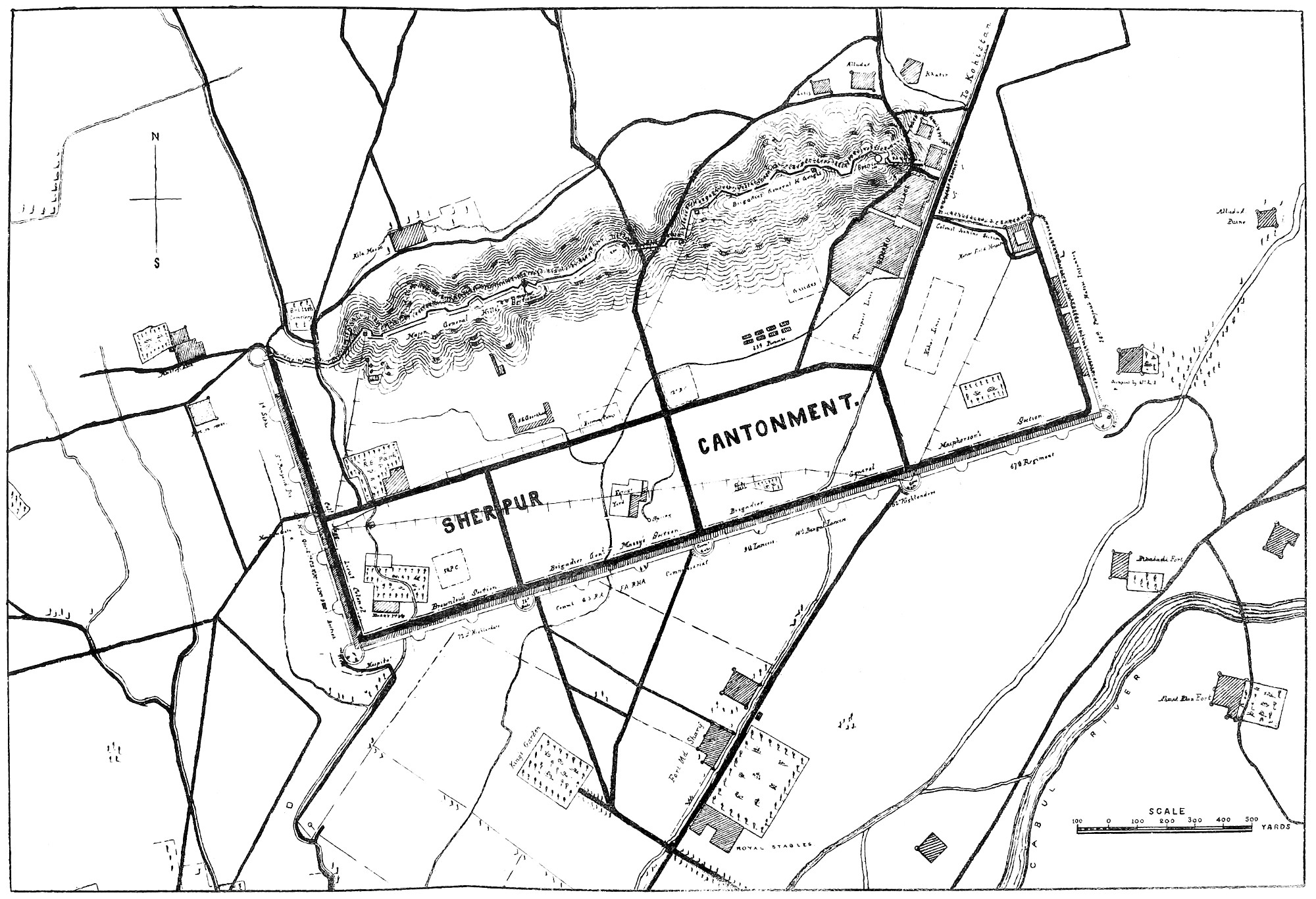
Карта кантонмента в 1879 году

Артиллерия кантонмента состояла из двенадцати 9-фунтовых полевых пушек, восьми 7-фунтовых горных орудий, двух картечниц Гатлинга и афганских орудий, захваченных ранее в кантонменте и использованных для обороны: четырёх 18-фунтовых орудий и двух 8-дюймовых гаубиц. Имелись ещё четыре афганских горных орудия, но к ним почти не было боеприпасов. Два 18-фунтовых орудия были установлены на южном склоне высот Бемару чтобы простреливать подступы к северо-западному углу, а ещё два орудия прикрывали северо-восточный угол. Остальные орудия были распределены по бастионам и по позициям на высотах Бемару. 4 полевых орудия остались в резерве.
В кантонменте имелись достаточные запасы провизии, фуража, дров, медикаментов и госпитальных мест, но иначе обстояло дело с боеприпасами. Сам Робертс утверждал потом, что боеприпасов было достаточно на 3-4 месяца обороны, однако генерал-адъютант Мортон 15 декабря официально предупредил офицеров, что имеется всего 320 выстрелов на винтовку, а новые боеприпасы прибудут не ранее, чем через три недели. Два-три серьёзных боя могли истощить запасы патронов, поэтому Мортон приказал экономить боеприпасы. 16 декабря Робертс сам телеграфировал в Индию, что у него имеется 350 выстрелов на ствол и запрашивал прислать боеприпасы.
Робертса волновали и иные проблемы: в кантонменте хранилось очень много горючих материалов; два полка с большим количеством военнослужащих-пуштунов находились на самых опасных участках линии обороны, и внутри кантонмента находилось много афганцев (строителей, плотников и других). Было велено принять меры на случай возгораний, а афганцы были выселены за пределы кантонмента. Полки с большим процентов пуштунов были усилены каждый двумя ротами шотландцев.
18 декабря в 19:00 начал идти снег, что осложнило службу караульным, хотя их спасали «балаклавы» и шерстяные перчатки. По распоряжению командования всем британским частям стали выдавать горячие супы и какао утром и ночью.
Вплоть до 21 декабря обстановка оставалась стабильной. Каждое утро афганцы выходили из Кабула, окружали кантонмент и обстреливали его из ружей. Ходили слухи, что они готовят ночную атаку, но таковой не происходило. Поступали сведения, что афганцы собираются собрать 100 000 человек через неделю и что они послали в Газни за орудиями. В их руках были два горных орудия, захваченных в бою 14 декабря, и ещё два, захваченных в Дехмазуге, но их не сумели ввести в дело, хотя эти орудия могли бы нанести кантонменту ощутимый урон.
В один из дней Мохамед-хан прислал Робертсу предложение капитуляции. Сам Робертс нигде не упоминает об этом, но Говард Хенсман, который был в курсе всего, что происходило в штабе, писал, что таковое предложение было: по его словам, Робертсу было предложено покинуть Афганистан, вернуть на трон Якуб-хана и оставить двух офицеров в заложники. Но Робертс ещё 14 декабря отправил приказ Чарльзу Гофу идти на помощь кантонменту, а 20 декабря пришло сообщение, что Гоф уже выступил из Джагдаллака и собирался достичь кантонмента 24 декабря.
22 декабря афганцы вышли из Кабула и стали скапливаться у восточной стороны кантонмента. Шпионы донесли, что готовится атака утром 23 декабря. С юга и запада произойдёт отвлекающая атака, но основная будет нацелена на высоты Бемару и восточную сторону. Сигналом к атаке будет огонь, который мулла Мушик-и-Алам лично зажжёт на высотах Асмай. Робертс предупредил всех офицеров и 23 декабря, за час до рассвета, солдаты в тишине поднялись на стены и заняли свои позиции. Около 06:00, ещё до рассвета, в темноте, на высотах Асмаи действительно вспыхнул яркий огонь, который горел 3 минуты и погас. И сразу же толпы афганцев бросились на штурм кантонмента. Но кантонмент был окружён засеками и афганцам не удалось сразу через них пробиться. Первая атака высот Бемару была отбита 92-м пехотным, а атаку восточной стены отбил 67-й пехотный. Говард Хенсман описывает начало немного иначе: по его словам, по первым вспышкам выстрелов стало видно, что многие афганцы подобрались к стенам на 200 метров, но из-за темноты и тумана почти ничего не было видно далее 100 метров, поэтому британцы ждали полноценной атаки, которая началась в 06:00.
Когда началась стрельба по всему фронту, Робертс приказал дать залп осветительными снарядами, и при их свете стало видно, что афганцы подошли к форту на 1000 метров. Ближе к концу атаки им удалось приблизиться на 500 или 600 метров к укреплениям. На участке 92-го пехотного им удалось подойти к стенам на расстояние 80 метров.
На третий час штурма, около 09:00, афганцам удалось продвинуться в районе восточного конца Бемарских высот, и Хью Гоф запросил подкреплений, но Макферсон приказал ему держаться самому, поскольку бои шли по всему периметру, и лишь позже ему перебросили небольшой отряд из резерва и из секции Хиллса. С 10:00 до 11:00 образовалось небольшое затишье, а затем афганцы возобновили атаки, но уже с меньшим упорством. На многих участках афганцы стали отступать, и тогда кавалерия Мэсси вышла из кантонмента, чтобы преследовать их, а пехота сделала несколько вылазок, очистив от противника ближайшие к кантонменту строения. К ночи стало очевидно, что новой атаки не последует, афганцы отходили на всех направлениях. «Они сделали всё, что могли для победы, — писал Генри Ханна, — в течение семи часов, не имея ни одной пушки, которая могла бы прикрыть их наступление и разрушить мощную оборону кантонмента, они бросились на засеку, защищавшую его стены, и под смертоносным огнём рвали телеграфные провода, которыми связывали бревна. Огромные груды мертвецов в тех местах, где атаки были наиболее яростными и продолжительными, свидетельствовали о героическом духе, которым они были вдохновлены». Робертс полагал, что противник потерял около 3000 человек, и эта оценка кажется убедительной. Атака кантонмента была героической, но бессмысленной: если бы афганцы изматывали осаждённых перестрелками и постепенно заставляли бы их растрачивать боеприпасы, то у них были шансы на успех, но приближение колонны Чарльза Гофа лишало их и этого шанса.

### Марш Чарльза Гофа

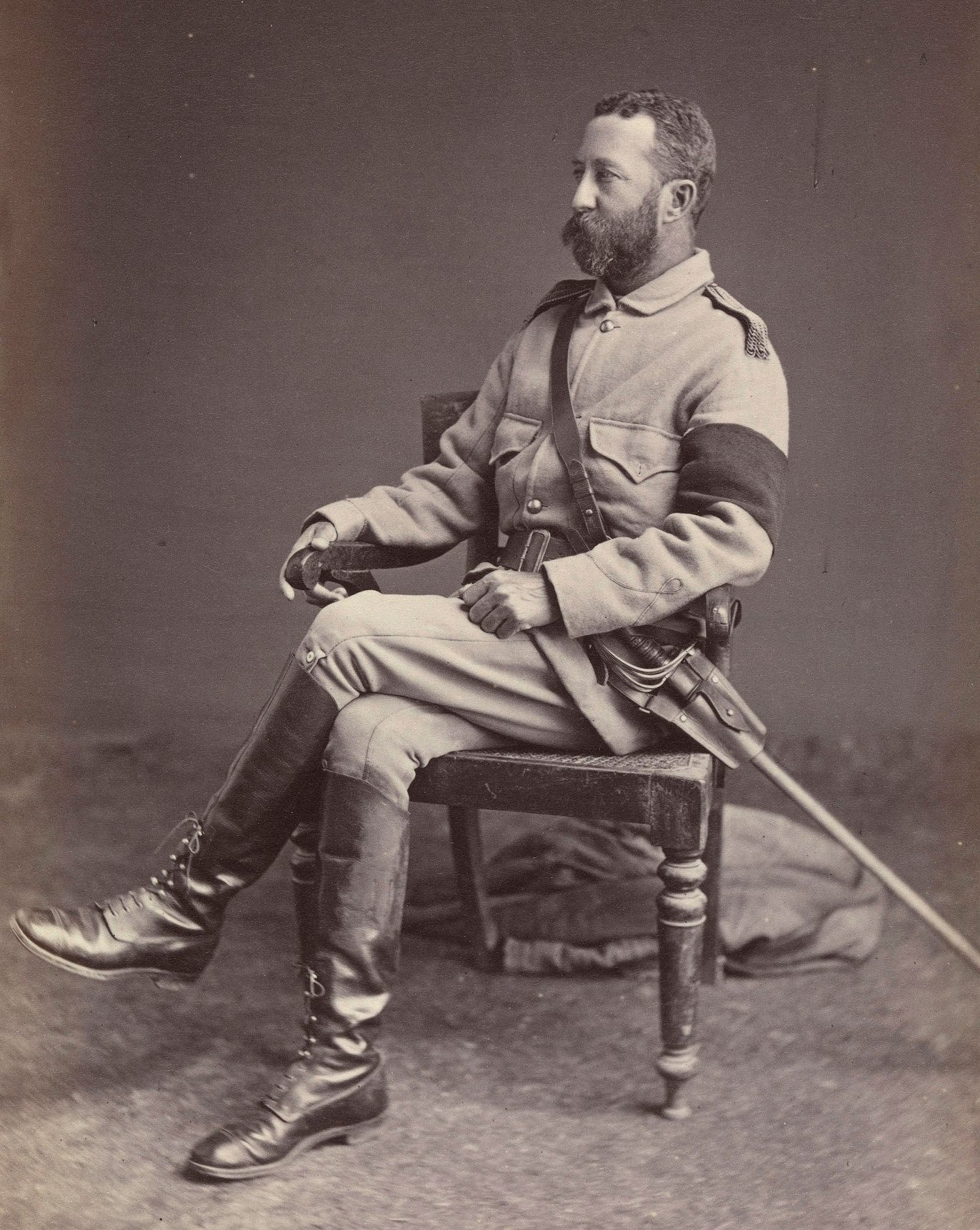
Чарльз Гоф, фото 1879 года

Днём 14 декабря Робертс отправил по телеграфу приказ генералу Чарльзу Гофу в форт Джагдалак. Он был получен в 22:00. Робертс сообщал, что его окружили примерно 30 000 афганцев и Гоф должен немедленно выступить маршем на Кабул, присоединив к себе гарнизон Латтабанда. В тот день Гоф только прибыл в Джагдалак и приказ стал для него неожиданностью. В его распоряжении было 6 горных орудий и 6 орудий конной артиллерии, 230 всадников и 1545 пехотинцев, но и эти силы были разбросаны по отдельным постам. Кроме того, у Гофа были проблемы с тягловыми животными и боеприпасами. Гоф ответил, что при нём только 500 человек, но он подумает, что можно сделать. На следующую ночь телеграфные провода оказались повреждены, а затем испортилась погода, из-за чего стало невозможно использовать гелиограф и Гоф остался почти без связи с Робертсом и тылом. Между тем подкрепления постепенно подходили и 19 декабря у Гофа было уже 1752 пехотинца. На рассвете 20 декабря он получил сообщение от Робертса, в котором он требовал немедленного наступления. Гоф решил начать марш на следующий день, хотя его силы были недостаточны для этого. Помимо наступления на Кабул ему требовалось так же и охранять свои коммуникации. В итоге он оставил в Джагдалаке 641 человека, на Джагдалакском перевале 252 человека, на перевале Пезван 330 человек, после чего у него осталось 4 горных орудия и 1435 человек пехоты.
В тот день Гоф получил приказ от дивизионного генерала Брайта, запрещающий ему наступать без требования Робертса, затем приказ, вообще запрещающий наступать, а затем он получил ещё одно сообщение от Робертса с требованием немедленного наступления. Гоф решил всё же начать марш. Его отряд насчитывал 33 офицера и 1402 рядовых:
- Подразделение 10-го бенгальского уланского полка (конница Ходсона)[англ.] (1 офицер и 25 рядовых)
- 9-й пехотный полк (16 офицеров и 483 рядовых)
- часть 72-го пехотного (1 офицер и 45 рядовых)
- 2-й[англ.] и 4-й гуркхские полки (12 офицеров и 776 рядовых)
- рота № 5 саперов и минёров (3 офицера и 73 рядовых)

На весь марш из Джагдалака в Шерпур у Гофа ушло 4 дня. За первые два дня он совершил переход до Латтабанда, где к нему присоединился латтабандский гарнизон и 12-й бенгальский кавполк, прибывший из Шерпура. Рано утром 23 декабря колонна свернула лагерь и начала спускаться с Латтабандского перевала. Один полк пришлось держать в арьергарде, что ослабило его силы с фронта. Но противник никак не проявлял себя, и только стрельба со стороны Кабула напоминала о войне. В 11:00 кавалерия Гофа вошла в Батхак. Отсюда Гоф отправил гелиографом сообщение Робертсу: «Прибыл в Батхак. Прошу приказов». Но в ответ успело прийти только «Генерал Макгрегор генералу Гофу…», после чего солнце было закрыто облаками. Через два часа колонна Гофа вышла к мосту через реку Логар, где не было видно противника, хотя по остаткам траншей было видно, что афганцы ранее намеревались удерживать мост. До Шерпура оставалось пройти 6 миль, но высоты Сианг-Санг не позволяли ничего рассмотреть. Гоф встал лагерем на ночь. Между 22:00 и 23:00 пришло сообщение о штурме Шерпура и о том, что афганцы удерживают сёла вокруг кантонмента. Рано утром 24 декабря Гоф возобновил марш. С ночи шёл густой снег, с утра был густой туман, и колонна медленно продвигалась мимо высот Сианг-Санг. В миле от кантонмента Гоф встретил разъезд 9-го уланского полка, а затем навстречу Гофу выехал лично генерал Робертс.
За всё время марша Гоф не встретил ни одного афганца и не сделал ни единого выстрела. Однако, как писал полковник Ханна, хотя Гоф подвергал себя огромному риску и более других офицеров команды Робертса заслужил награду, он не получил ничего. В своём отчёте Робертс никак не отметил героический марш Гофа, а в дополнительном отчёте, 9 дней спустя, посвятил этому лишь несколько сухих строк. Главнокомандующий Фредерик Хейнс справедливее оценил его заслуги в своём отчёте правительству.

## Последствия

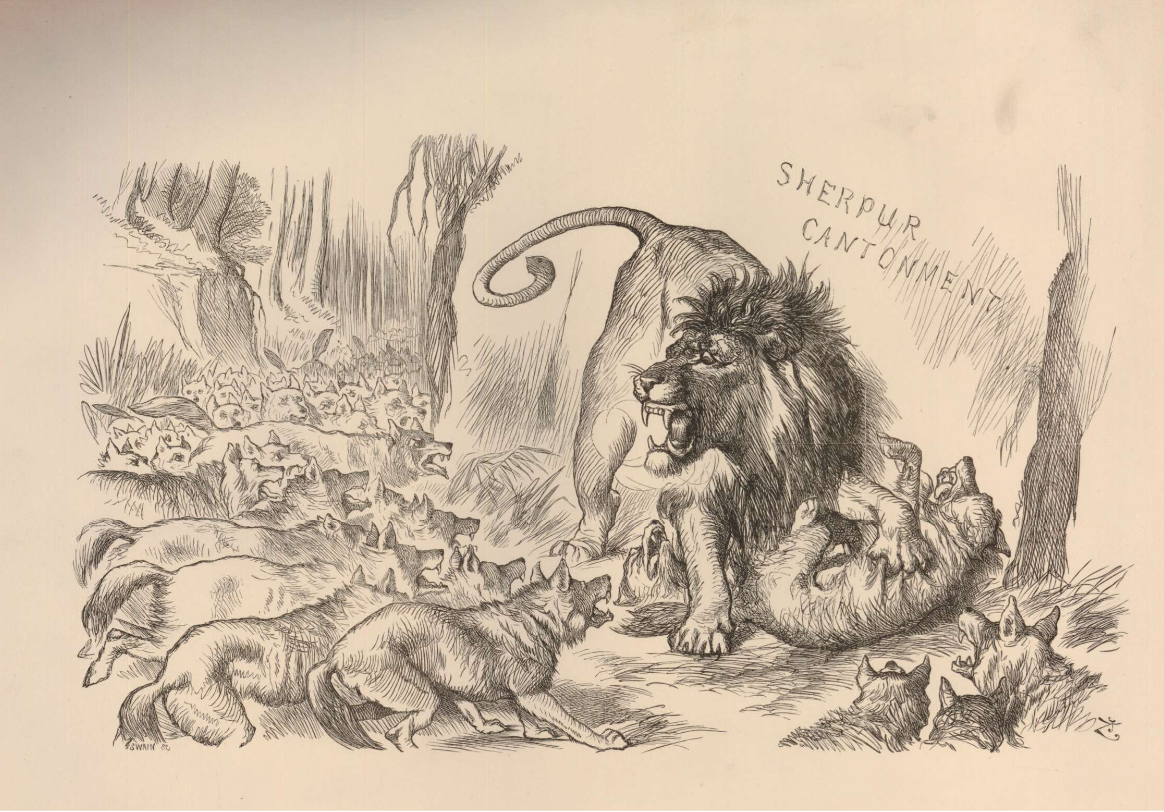
Аллегория на осаду Шерпура из британской газеты.

После отступления афганцев британская армия снова заняла Кабул. За время осады афганцы разгромили индийский квартал и дома тех афганцев, который подозревали в сотрудничестве с британцами. Пострадали так же кварталы кызылбашей и хазарейцев. Британская армия сразу же приступила к укреплению подступов к Кабулу. На расстоянии 1000 метров от кантонмента все деревни и строения были снесены, повреждённые участки стены были восстановлены, а на высотах Сианг-Санг был построен форт на 1000 человек. Ещё один форт был построен у моста через реку Кабул, а между ним и сианг-сангским фортом был построен небольшой блокгауз. На высотах Шер-Дарваза было построено несколько редутов и блокгаузов, а на высотах Асмай возвели большой форт. Теперь укреплений стало больше, и это значило, что следующая осада может быть тяжелее предыдущей из-за необходимости удержания большого периметра.
26 декабря Робертс опубликовал прокламацию, обещая амнистию всем участникам восстания, а 27 декабря отряд примерно в 2000 человек под командованием генерала Бейкера совершил пятидневный рейд на регион Кох-Даман, разрушив несколько поселений. 31 декабря другой отряд вошёл в долину Чардех и разрушил селение Багвана в виде наказания за то, что её жители стреляли по британцам во время боёв 11 декабря. Газетные публикации тех дней никак не осудили эти акты запугивания, хотя внутри британского лагеря многие не одобряли такие меры. Эти люди понимали, что британская армия в Кабуле находится в сложном положении и ей не желательно давать поводы к восстаниям. «Не знаю, чем всё это кончится, — писал генерал Макгрегор 31 декабря, — тут к нам относятся враждебно, и все эти казни и сожжения деревень только усиливают эти чувства. У нас не осталось ни единого друга в этой стране».
Британская армия в Кабуле постепенно увеличивалась в размере, достигнув к весне 1880 года 12 000 человек. Она была разделена на две дивизии, одну из которых возглавил лично Робертс, а вторую генерал Росс. Генерала Мэсси отстранили от командования кавалерией, назначив на его место Хью Гофа. Было решено перевести Бенгальскую дивизию Дональда Стюарта из Кандагара в Кабул, а в Кандагаре разместить Бомбейскую дивизию под командованием генерал-лейтенанта Джеймса Примроуза. 16 апреля 1880 года генерал Росс выдвинулся в направление на Газни, чтобы встретить колонну Стюарта, что привело ко второму сражению при Чарасиабе 25 апреля.
В конце июля 1880 года британцы уже покидали Кабул и генерал Стюарт готовился вывести армию в Индию. 28 июля он получил по телеграфу сообщение о разгроме бригады Берроуза в сражении при Майванде, а чуть позже ему сообщили, что оптимальный способ спасти Кандагар — это перебросить туда армию из Кабула. Стюарт решил взять на себя организацию эвакуации, а операцию по снятию осады Кандагара поручить Робертсу. 11 августа 1880 года генерал Стюарт встретился с эмиром Афганистана, Абдур-Рахманом и официально передал ему все укрепления вокруг Кабула. На следующий день Адбур-Рахман торжественно вступил в Кабул, а британская армия, сведённая в дивизию под командованием генерала Хиллса, отправилась в Пешавар. Афганистан покинуло 23 000 человек, в том числе 7000 непосредственно из Кабула.

### Потери
В боях с 15 по 23 декабря гарнизон кантонмента потерял убитыми 2 офицеров и 9 рядовых, ранеными 7 офицеров и 39 рядовых. Среди гражданских лиц 7 было убито и 22 ранено. 7 лошадей было убито и 30 ранено. Одним из погибших офицеров был инженер, кавалер Креста Виктории, Джеймс Дандас. Лейтенант артиллерии Монтанаро был ранен 19 декабря, скончался от ран 20 декабря, и был особо упомянут Робертсом в донесении. Самые большие потери (9 человек) понёс 67-й пехотный полк. 72-й и 92-й пехотные потеряли по одному человеку ранеными. Генри Ханна писал, что неизвестно точно, какая часть потерь пришлась на 23 декабря, но, вероятно, значительная. Вместе с тем Говард Хенсман писал, что 23 декабря гарнизон потерял 32 человека. По его статистике в этот день было убито 2 офицера и 2 ранено, убит 1 британец и 9 ранено, убито 2 индуса и 16 ранено. Общая статистика сходится со статистикой полковника Ханна.
В генерала Хью Гофа попала пуля на излёте, которая пробила кожаную куртку, но увязла в шерстяном жилете.
В ходе штурма афганцы потеряли, по оценке Робертса, около 3000 человек, и по мнению историка Брайана Робсона, эта оценка не кажется преувеличенной. Форбс писал, что за все дни восстания афганцы потеряли не менее 3000 человек.

### Оценки
В своём анализе осады Шерпура полковник Ханна писал, что афганцы отступили несомненно из-за приближения колонны Чарльза Гофа. Первые признаки колебания были заметны у штурмующих именно в те часы, когда Гоф подошёл к Батхаку, а закончился штурм тогда, когда Гоф подошёл к Логарскому мосту. Гарнизон Шерпура был разочарован поздним прибытием Гофа, но только потому, что никто не знал численности и состояния его колонны. Мало кто осознавал риски, на которые шёл Гоф. Неизвестно, по какой именно причине он не встретил сопротивления; вероятно, власть Мохамед-хана была не настолько прочна, и он не мог заставить достаточно крупные силы отправиться в марш через снег и туман навстречу Гофу, численность колонны которого он вполне мог переоценивать. И в итоге, хоть он и был опытным командиром, ему пришлось идти против своих убеждений и бросать армию на штурм Шерпура. Это решение привело к провалу атаки и краху всех планов по взятию Шерпура; из-за этого же британское общество в полной мере не осознало ошибочность стратегии, из-за которой дивизия Робертса и бригада Гофа едва не погибли. Если бы Мохамед-хан атаковал Шерпур только половиной армии, а вторую половину бросил против колонны Гофа, тот неминуемо был бы разбит, а осада Шерпура затянулась бы до полного истощения сил гарнизона.

### В литературе
В рассказе Артура Конан Дойла «Пустой дом» присутствует вымышленный полковник Моран, который, согласно биографическому словарю, был участником афганской кампании, сражения при Чарасиабе, и осады Шерпура.